# Ghiacciaio Kansas
Il ghiacciaio Kansas (in inglese Kansas Glacier) è un ghiacciaio lungo circa 46 km situato nell'entroterra della costa di Hobbs, nella parte occidentale della Terra di Marie Byrd, in Antartide. Il ghiacciaio, il cui punto più alto si trova 1146 m s.l.m., fluisce in direzione nord-est a partire dall'altopiano Stanford fino ad unire il proprio flusso a quello del ghiacciaio Reedy, fra il nunatak Blubaugh, a sud, e il nunatak Abbey, a nord.
Durante il suo percorso, al flusso del ghiacciaio Kansas si unisce, da ovest, quello del ghiacciaio Johns.

## Storia
Il ghiacciaio Kansas è stato mappato dallo United States Geological Survey grazie a ricognizioni terrestri dello stesso USGS e a fotografie aeree scattate dalla marina militare statunitense nel periodo 1960-64; esso è stato poi così battezzato dal Comitato consultivo dei nomi antartici in onore dell'Università del Kansas, di Lawrence, che aveva inviato molto personale di ricerca in Antartide.